# Gran Chaco (provincie)
Gran Chaco is een provincie in het departement Tarija in Bolivia. De provincie heeft een oppervlakte van 17.428 km² en heeft 147.164 inwoners (2012). De hoofdstad is Yacuíba.
Gran Chaco is verdeeld in drie gemeenten:
- Caraparí
- Villamontes
- Yacuíba

## Plaatsen
De volgende plaatsen zijn gelegen in de provincie Gran Chaco:
In de gemeente Caraparí:
- Caraparí 3549 inw. – Loma Alta 910 inw. – San Alberto 672 inw. – Saladillo 390 inw. – Campo Largo 341 inw. – Itaú 319 inw. – Acheral 124 inw. – Gutiérrez 88 inw.

In de gemeente Villamontes:
- Villamontes 30.228 inw. – Tiguipa 785 inw. – Puesto Uno 558 inw. – Taraíri 553 inw. – Ibibobo 388 inw. – Caigua 378 inw. – Palmar Grande 256 inw.

In de gemeente Yacuíba:
- Yacuiba 61.844 inw. – Campo Grande 2246 inw. – Villa El Carmen 1813 inw. – Palmar Chico 1766 inw. – El Brial 1405 inw. – San Isidro 1346 inw. – Yaguacua 1323 inw.. – Lapachal Alto 1039 inw. – Tierras Nuevas 1039 inw. – Campo Pajoso 1012 inw. – Crevaux 985 inw. – Sanandita 712 inw. – Independencia La Grampa 642 inw. – Sachapera 561 inw. – La Grampa 556 inw. – Caiza „J“ 502 inw. – Bagual 327 inw. – Villa Ingavi 175 inw.

Aniceto Arce · 
Burnet O'Connor · 
Cercado · 
Eustaquio Méndez · 
Gran Chaco · 
José María Avilés